# Water-polo aux Jeux olympiques d'été de 1980
Pour des articles plus généraux, voir Water-polo aux Jeux olympiques et Jeux olympiques d'été de 1980.
Navigation
Montréal 1976 Los Angeles 1984
Le tournoi de water-polo aux Jeux olympiques d'été de 1980 se tient à Moscou, en Union soviétique, du 20 au 29 juillet 1980. Il s'agit de la dix-huitième édition de ce tournoi depuis son apparition au sein du programme olympique lors des Jeux de 1900 ayant eu lieu à Paris.
Les fédérations affiliées à la FINA participent par le biais de leur équipe masculine aux épreuves de qualification. Onze équipes rejoignent ainsi l'Union soviétique, nation hôte de la compétition, pour s'affronter lors du tournoi final.
L'Union soviétique remporte son second titre olympique après celui de 1972 en remportant ses huit matchs et notamment celui face à la Yougoslavie lors de la dernière journée qui constituer une véritable finale pour la médaille d'or. La médaille de bronze est remportée par le précédent vainqueur de l'épreuve, la Hongrie et le titre de meilleur buteur revient au jeune Espagnol Manuel Estiarte qui en a inscrit 21.

## Acteurs du tournoi

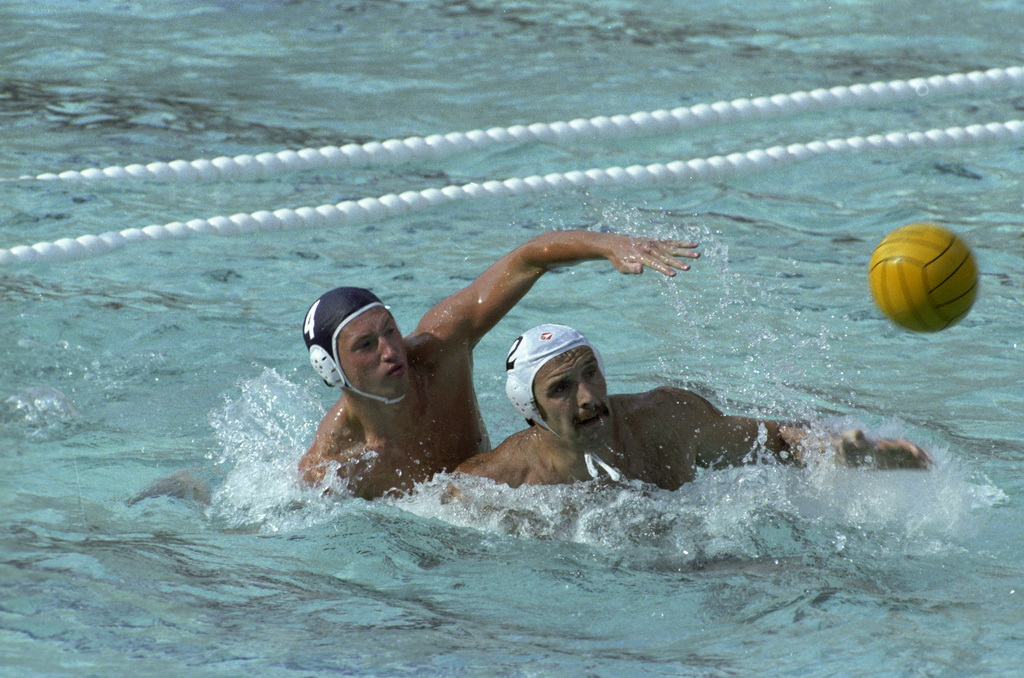
Evgueni Grichine (bonnet noir, URSS) et István Szivós (bonnet blanc, Hongrie), aux Jeux olympiques de 1980.

| Australie | Bulgarie | Cuba | Espagne | Grèce | Hongrie |
| Robert Bryant Martin Callaghan Anthony Falson Randall Goff Andrew Kerr Peter Montgomery Julian Muspratt David Neesham Andrew Steward Charles Turner Michael Turner               | Andreï Andreïev Asen Denchev Biser Georgiev Georgi Gospodinov Kiril Kiriakov Petar Kostadinov Vasil Nanov Anton Partalev Matei Popov Volodia Sirakov Nikolai Stamatov | Carlos Benítez Lazaro Costa Orlando Cowley Barbaro Díaz Oriel Domínguez Nelson Domínguez Oscar Periche Arturo Ramos Jorge Rizo Gerardo Rodríguez Pedro Rodríguez    | José Alcazar Jorge Alonso Antonio Aquilar Jorge Carmona Manuel Delgado Antonio Esteller Manuel Estiarte Salvador Franch Pedro Robert Federico Sabria Gaspar Ventura      | Antonios Aronis Ioannis Garifallos Kiriakos Giannopoulos Ioannis Giannouris Andreas Gounas Spyros Kapralos Thomas Karalogos Aris Kefalogiannis Markellos Sitarenios Sotirios Stathakis Ioannis Vossos | Gábor Csapó Tamás Faragó György Gerendás Károly Hauszler György Horkai István Kiss László Kuncz Endre Molnár Attila Sudár István Szívós István Udvardi           |
| Italie | Pays-Bas | Roumanie | Suède | Union soviétique | Yougoslavie |
| Alberto Alberani Romeo Collina Vincenzo D'Angelo Gianni De Magistris Massimo Fondelli Alfio Marsili Sante Misaggi Umberto Panerai Paolo Ragosa Roldano Simeoni Antonello Steardo | Ton Buunk Wouly de Bie Jan Jaap Korevaar Nico Landeweerd Ruud Misdorp Dick Nieuwenhuizen Eric Noordegraaf Stan van Belkum Aad van Mil Hans van Zeeland Jan Evert Veer | Dorin Viorel Costras Adrian Nastasiu Dinu Popescu Liviu Râducanu Viorel Rus Claudiu loan Rusu Adrian Schervan Florin Slâvei Ilie Slâvei Doru Spînu Vasile Ungureanu | Per Arne Andersson Sören Carlsson Peter Carlström Arne Claesson Tommy Danielson Anders Flodqvist Gunnar Johansson Kenth Karlson Hans Lundén Lars Skåål Christer Stenberg | Vladimir Akimov Oleksiy Barkalov Erkin Shagayev Evgeniy Sharonov Evgeniy Grishin Mikhail Ivanov Aleksandr Kabanov Sergey Kotenko Giorgi Mshvenieradze Mait Riisman Viacheslav Sobchenko               | Milivoj Bebić Zoran Gopčević Milorad Krivokapić Boško Lozica Predrag Manojlović Zoran Mustur Damir Polić Zoran Roje Ratko Rudić Slobodan Trifunović Luko Vezilić |

## Premier tour

### Groupe A

#### Classement
| Rang | Équipe   | Pts | J | G | N | P | Bp | Bc | Diff |
| ---- | -------- | --- | - | - | - | - | -- | -- | ---- |
| 1    | Hongrie  | 5   | 3 | 2 | 1 | 0 | 19 | 14 | +5   |
| 2    | Pays-Bas | 4   | 3 | 2 | 0 | 1 | 16 | 15 | +1   |
| 3    | Roumanie | 3   | 3 | 1 | 1 | 1 | 15 | 15 | 0    |
| 4    | Grèce    | 0   | 3 | 0 | 0 | 3 | 16 | 22 | -6   |

#### Matchs
| 20 juillet 1980 | Hongrie                                        | 6 - 6                | Roumanie                                      |                             |                             |
|                 | Faragó (2) Gerandás, Horkai, Sudár, Szívós (1) | (2-2, 1-0, 1-3, 2-1) | Nastasiu (3) Popescu, Râducanu, I. Slâvei (1) | Piscine olympique de Moscou | Piscine olympique de Moscou |

| 20 juillet 1980 | Grèce                                          | 7 - 8                | Pays-Bas                                                    |                             |                             |
|                 | Kapralos, Sitarenios, Stathakis (2) Aronis (1) | (1-1, 3-1, 2-2, 1-4) | van Zeeland (3) Buunk (2) Noordegraaf, van Belkum, Veer (1) | Piscine olympique de Moscou | Piscine olympique de Moscou |

| 21 juillet 1980 | Hongrie                                | 5 - 3                | Pays-Bas                             |                             |                             |
|                 | Faragó (2) Csapó, Gerandás, Horkai (1) | (2-1, 2-0, 1-1, 0-1) | Buunk, Landeweerd, Nieuwenhuizen (1) | Piscine olympique de Moscou | Piscine olympique de Moscou |

| 21 juillet 1980 | Grèce                                  | 4 - 6                | Roumanie                                             |                             |                             |
|                 | Kapralos (2) Garifallos, Stathakis (1) | (1-0, 0-2, 2-3, 1-1) | Costras, Nastasiu, Popescu, Rus, Rusu, I. Slâvei (1) | Piscine olympique de Moscou | Piscine olympique de Moscou |

| 22 juillet 1980 | Hongrie                                        | 8 - 5                | Grèce                        |                             |                             |
|                 | Csapó, Faragó, Szívós (2) Gerandás, Horkai (1) | (1-0, 2-3, 3-0, 2-2) | Stathakis (4) Sitarenios (1) | Piscine olympique de Moscou | Piscine olympique de Moscou |

| 22 juillet 1980 | Roumanie         | 3 - 5                | Pays-Bas                 |                             |                             |
|                 | Rus (2) Rusu (1) | (1-2, 2-1, 0-1, 0-1) | Landeweerd (3) Buunk (2) | Piscine olympique de Moscou | Piscine olympique de Moscou |

### Groupe B

#### Classement
| Rang | Équipe           | Pts | J | G | N | P | Bp | Bc | Diff |
| ---- | ---------------- | --- | - | - | - | - | -- | -- | ---- |
| 1    | Union soviétique | 6   | 3 | 3 | 0 | 0 | 24 | 10 | +14  |
| 2    | Espagne          | 4   | 3 | 2 | 0 | 1 | 15 | 11 | +4   |
| 3    | Italie           | 1   | 3 | 0 | 1 | 2 | 14 | 17 | -3   |
| 4    | Suède            | 1   | 3 | 0 | 1 | 2 | 8  | 23 | -15  |

#### Matchs
| 20 juillet 1980 | Suède                   | 3 - 7                | Espagne                  |                             |                             |
|                 | Stenberg (2) Lundén (1) | (0-2, 1-1, 1-2, 2-0) | Estiarte (4) Carmona (3) | Piscine olympique de Moscou | Piscine olympique de Moscou |

| 20 juillet 1980 | Union soviétique                                                 | 8 - 6                | Italie                         |                             |                             |
|                 | Ivanov, Kotenko (2) Akimov, Barkalov, Chagaev, Mshvenieradze (1) | (4-3, 1-1, 1-2, 2-0) | De Magistratis (4) Steardo (2) | Piscine olympique de Moscou | Piscine olympique de Moscou |

| 21 juillet 1980 | Suède                      | 4 - 4                | Italie                                   |                             |                             |
|                 | Andersson (3) Stenberg (1) | (2-1, 2-1, 0-1, 0-1) | D'Angelo (2) De Magistratis, Simeoni (1) | Piscine olympique de Moscou | Piscine olympique de Moscou |

| 21 juillet 1980 | Union soviétique                  | 4 - 3                | Espagne                         |                             |                             |
|                 | Grishin (2) Barkalov, Kotenko (1) | (0-1, 2-0, 0-1, 2-1) | Esteller, Estiarte, Ventura (1) | Piscine olympique de Moscou | Piscine olympique de Moscou |

| 22 juillet 1980 | Suède         | 1 - 12               | Union soviétique                                                               |                             |                             |
|                 | Carlström (1) | (0-3, 1-2, 0-4, 0-3) | Riisman (3) Barkalov, Grishin, Mshvenieradze (2) Chagaev, Kabanov, Kotenko (1) | Piscine olympique de Moscou | Piscine olympique de Moscou |

| 22 juillet 1980 | Espagne                                    | 5 - 4                | Italie               |                             |                             |
|                 | Estiarte (2) Alcazar, Esteller, Robert (1) | (1-1, 2-0, 0-1, 2-2) | Collina, Simeoni (2) | Piscine olympique de Moscou | Piscine olympique de Moscou |

### Groupe C

#### Classement
| Rang | Équipe      | Pts | J | G | N | P | Bp | Bc | Diff |
| ---- | ----------- | --- | - | - | - | - | -- | -- | ---- |
| 1    | Yougoslavie | 5   | 3 | 2 | 1 | 0 | 24 | 10 | +14  |
| 2    | Cuba        | 5   | 3 | 2 | 1 | 0 | 19 | 11 | +8   |
| 3    | Australie   | 2   | 3 | 1 | 0 | 2 | 15 | 20 | -5   |
| 4    | Bulgarie    | 0   | 3 | 0 | 0 | 3 | 8  | 25 | -17  |

#### Matchs
| 20 juillet 1980 | Yougoslavie                                    | 6 - 6                | Cuba                            |                             |                             |
|                 | Rudić (2) Bebić, Lozica, Manojlović, Polić (1) | (2-4, 1-1, 1-0, 2-1) | Díaz (3) Costa, Ramos, Rizo (1) | Piscine olympique de Moscou | Piscine olympique de Moscou |

| 20 juillet 1980 | Australie                                  | 9 - 5                | Bulgarie                                         |                             |                             |
|                 | C. Turner (6) Bryant, Kerr, Montgomery (1) | (1-0, 3-0, 2-3, 3-2) | Andreïev, Georgiev, Kostadinov, Nanov, Popov (1) | Piscine olympique de Moscou | Piscine olympique de Moscou |

| 21 juillet 1980 | Yougoslavie                                               | 9 - 2                | Bulgarie         |                             |                             |
|                 | Gopčević (3) Lozica, Rudić (2) Manojlović, Trifunović (1) | (1-1, 2-0, 2-1, 4-0) | Nanov, Popov (1) | Piscine olympique de Moscou | Piscine olympique de Moscou |

| 21 juillet 1980 | Australie          | 4 - 6                | Cuba                               |                             |                             |
|                 | Bryant, Turner (2) | (1-2, 2-1, 1-1, 0-2) | Rizo (4) Benítez, G. Rodríguez (1) | Piscine olympique de Moscou | Piscine olympique de Moscou |

| 22 juillet 1980 | Yougoslavie                                                     | 9 - 2                | Australie           |                             |                             |
|                 | Rudić (3) Manojlović (2) Gopčević, Mustur, Roje, Trifunović (1) | (0-0, 3-0, 2-1, 4-1) | Bryant, Neesham (1) | Piscine olympique de Moscou | Piscine olympique de Moscou |

| 22 juillet 1980 | Cuba                                                           | 7 - 1                | Bulgarie  |                             |                             |
|                 | Benítez (2) Costa, Ramos, Rizo, G. Rodríguez, P. Rodríguez (1) | (0-0, 2-0, 2-1, 3-0) | Nanov (1) | Piscine olympique de Moscou | Piscine olympique de Moscou |

## Tour final

### Groupe A

#### Classement
| Rang | Équipe           | Pts | J | G | N | P | Bp | Bc | Diff |
| ---- | ---------------- | --- | - | - | - | - | -- | -- | ---- |
| 1    | Union soviétique | 10  | 5 | 5 | 0 | 0 | 34 | 21 | +13  |
| 2    | Yougoslavie      | 7   | 5 | 3 | 1 | 1 | 34 | 32 | +2   |
| 3    | Hongrie          | 6   | 5 | 3 | 0 | 2 | 32 | 30 | +2   |
| 4    | Espagne          | 4   | 5 | 2 | 0 | 3 | 28 | 31 | -3   |
| 5    | Cuba             | 2   | 5 | 0 | 2 | 3 | 31 | 38 | -7   |
| 6    | Pays-Bas         | 1   | 5 | 0 | 1 | 4 | 26 | 33 | -7   |

#### Matchs
| 24 juillet 1980 | Hongrie                 | 4 - 5                | Union soviétique                         |                             |                             |
|                 | Gerandás (3) Faragó (1) | (2-2, 1-1, 1-2, 0-0) | Chagaev (2) Akimov, Kabanov, Kotenko (1) | Piscine olympique de Moscou | Piscine olympique de Moscou |

| 24 juillet 1980 | Pays-Bas                       | 5 - 6                | Espagne                                    |                             |                             |
|                 | Landeweerd, Veer (2) Buunk (1) | (1-2, 1-2, 3-1, 0-1) | Estiarte (3) Carmona, Esteller, Robert (1) | Piscine olympique de Moscou | Piscine olympique de Moscou |

| 24 juillet 1980 | Yougoslavie                          | 7 - 7                | Cuba                                   |                             |                             |
|                 | Gopčević (4) Roje (2) Manojlović (1) | (1-1, 4-3, 1-1, 1-2) | Rizo (4) Díaz, N. Domínguez, Ramos (1) | Piscine olympique de Moscou | Piscine olympique de Moscou |

| 25 juillet 1980 | Hongrie                               | 7 - 8                | Yougoslavie                                           |                             |                             |
|                 | Horkai (3) Faragó (2) Csapó, Kiss (1) | (2-3, 2-2, 0-1, 3-2) | Gopčević, Manojlović, Rudić (2) Bebić, Trifunović (1) | Piscine olympique de Moscou | Piscine olympique de Moscou |

| 25 juillet 1980 | Pays-Bas                                                       | 7 - 7                | Cuba                                     |                             |                             |
|                 | van Zeeland (3) Buunk, Korevaar, Nieuwenhuizen, van Belkum (1) | (3-1, 2-2, 0-2, 2-2) | Rizo (4) Benítez, Díaz, G. Rodríguez (1) | Piscine olympique de Moscou | Piscine olympique de Moscou |

| 25 juillet 1980 | Union soviétique                                               | 6 - 2                | Espagne     |                             |                             |
|                 | Barkalov, Chagaev, Grishin, Ivanov, Mshvenieradze, Riisman (1) | (1-0, 1-1, 3-1, 1-0) | Carmona (2) | Piscine olympique de Moscou | Piscine olympique de Moscou |

| 26 juillet 1980 | Hongrie                                 | 6 - 5                | Espagne                          |                             |                             |
|                 | Faragó, Gerandás (2) Horkai, Szívós (1) | (1-1, 2-0, 2-3, 1-1) | Estiarte (3) Aguilar, Robert (1) | Piscine olympique de Moscou | Piscine olympique de Moscou |

| 26 juillet 1980 | Pays-Bas              | 4 - 5                | Yougoslavie                               |                             |                             |
|                 | Noordegraaf, Veer (2) | (0-1, 1-1, 0-2, 3-1) | Gopčević (2) Bebić, Rudić, Trifunović (1) | Piscine olympique de Moscou | Piscine olympique de Moscou |

| 26 juillet 1980 | Union soviétique                                         | 8 - 5                | Cuba                                              |                             |                             |
|                 | Barkalov, Ivanov, Mshvenieradze (2) Kabanov, Kotenko (1) | (1-1, 1-1, 3-1, 3-2) | Costa, Díaz, Rizo, G. Rodríguez, P. Rodríguez (1) | Piscine olympique de Moscou | Piscine olympique de Moscou |

| 28 juillet 1980 | Hongrie                                       | 7 - 5                | Cuba                                          |                    |                    |
|                 | Horkai (3) Faragó, Gerandás, Kuncz, Sudár (1) | (1-1, 1-3, 2-0, 3-1) | Benítez, Cowley, Díaz, Rizo, G. Rodríguez (1) | Olimpiysky, Moscou | Olimpiysky, Moscou |

| 28 juillet 1980 | Pays-Bas                           | 3 - 7                | Union soviétique                                   |                    |                    |
|                 | Noordegraaf, van Zeeland, Veer (1) | (0-1, 1-1, 1-3, 1-2) | Ivanov (3) Mshvenieradze (2) Barkalov, Kabanov (1) | Olimpiysky, Moscou | Olimpiysky, Moscou |

| 28 juillet 1980 | Espagne                                    | 6 - 7                | Yougoslavie                                           |                    |                    |
|                 | Estiarte (3) Carmona, Esteller, Robert (1) | (1-2, 1-1, 2-4, 2-0) | Bebić, Gopčević (2) Manojlović, Polić, Trifunović (1) | Olimpiysky, Moscou | Olimpiysky, Moscou |

| 29 juillet 1980 | Hongrie                                              | 8 - 7                | Pays-Bas                                                 |                    |                    |
|                 | Faragó, Kuncz (2) Csapó, Gerandás, Horkai, Sudár (1) | (2-2, 2-1, 2-3, 2-1) | Veer (3) Buunk, Landeweerd, Noordegraaf, van Zeeland (1) | Olimpiysky, Moscou | Olimpiysky, Moscou |

| 29 juillet 1980 | Union soviétique                                          | 8 - 7                | Yougoslavie                          |                    |                    |
|                 | Kotenko (3) Ivanov (2) Akimov, Kabanov, Mshvenieradze (1) | (3-2, 2-2, 1-0, 2-3) | Rudić (3) Roje (2) Bebić, Mustur (1) | Olimpiysky, Moscou | Olimpiysky, Moscou |

| 29 juillet 1980 | Espagne                                       | 9 - 7                | Cuba                             |                    |                    |
|                 | Estiarte (5) Esteller (2) Carmona, Robert (1) | (2-2, 4-1, 1-2, 2-2) | Rizo (4) Costa, Cowley, Díaz (1) | Olimpiysky, Moscou | Olimpiysky, Moscou |

### Groupe B

#### Classement
| Rang | Équipe    | Pts | J | G | N | P | Bp | Bc | Diff |
| ---- | --------- | --- | - | - | - | - | -- | -- | ---- |
| 7    | Australie | 9   | 5 | 4 | 1 | 0 | 30 | 19 | +11  |
| 8    | Italie    | 8   | 5 | 4 | 0 | 1 | 26 | 18 | +8   |
| 9    | Roumanie  | 7   | 5 | 3 | 1 | 1 | 36 | 26 | +10  |
| 10   | Grèce     | 4   | 5 | 2 | 0 | 3 | 28 | 28 | 0    |
| 11   | Suède     | 2   | 5 | 1 | 0 | 4 | 23 | 40 | -17  |
| 12   | Bulgarie  | 0   | 5 | 0 | 0 | 5 | 25 | 37 | -12  |

#### Matchs
| 24 juillet 1980 | Roumanie                     | 3 - 5                | Italie                                           |                             |                             |
|                 | Nastasiu, Rus, I. Slâvei (1) | (1-1, 1-1, 1-1, 0-2) | De Magistris (2) D'Angelo, Fondelli, Simeoni (1) | Piscine olympique de Moscou | Piscine olympique de Moscou |

| 24 juillet 1980 | Grèce                                                 | 9 - 5                | Suède                            |                             |                             |
|                 | Stathakis (4) Giannopoulos (3) Garifallos, Gounas (1) | (1-3, 4-0, 3-2, 1-0) | Stenberg (3) Karlson, Lundén (1) | Piscine olympique de Moscou | Piscine olympique de Moscou |

| 24 juillet 1980 | Australie                                         | 8 - 5                | Bulgarie                                  |                             |                             |
|                 | Kerr (3) Bryant (2) Goff, Montgomery, Neesham (1) | (3-1, 2-2, 1-1, 2-1) | Popov (2) Georgiev, Kostadinov, Nanov (1) | Piscine olympique de Moscou | Piscine olympique de Moscou |

| 25 juillet 1980 | Roumanie                  | 4 - 4                | Australie                       |                             |                             |
|                 | Rusu (2) Popescu, Rus (1) | (0-0, 0-1, 2-1, 2-2) | Turner (2) Kerr, Montgomery (1) | Piscine olympique de Moscou | Piscine olympique de Moscou |

| 25 juillet 1980 | Grèce                                                    | 6 - 4                | Bulgarie               |                             |                             |
|                 | Stathakis (2) Aronis, Giannopoulos, Gounas, Kapralos (1) | (0-1, 2-1, 2-1, 2-1) | Popov (3) Stamatov (1) | Piscine olympique de Moscou | Piscine olympique de Moscou |

| 25 juillet 1980 | Italie                                   | 8 - 3                | Suède                 |                             |                             |
|                 | De Magistris (5) Misaggi (2) Collina (1) | (3-1, 3-1, 0-0, 2-1) | Skåål (2) Karlson (1) | Piscine olympique de Moscou | Piscine olympique de Moscou |

| 26 juillet 1980 | Roumanie                             | 8 - 3                | Suède                       |                             |                             |
|                 | Nastasiu, Popescu, Râducanu, Rus (2) | (1-1, 2-1, 1-1, 4-0) | Carlström (2) Andersson (1) | Piscine olympique de Moscou | Piscine olympique de Moscou |

| 26 juillet 1980 | Grèce            | 2 - 4                | Australie                    |                             |                             |
|                 | Giannopoulos (2) | (1-1, 0-1, 1-1, 0-1) | Turner (2) Kerr, Neesham (1) | Piscine olympique de Moscou | Piscine olympique de Moscou |

| 26 juillet 1980 | Italie                                 | 5 - 4                | Bulgarie                               |                             |                             |
|                 | De Magistris (3) Fondelli, Misaggi (1) | (0-2, 2-0, 1-0, 2-2) | Denchev, Georgiev, Nanov, Partalev (1) | Piscine olympique de Moscou | Piscine olympique de Moscou |

| 28 juillet 1980 | Roumanie                                       | 10 - 6               | Bulgarie                                  |                    |                    |
|                 | Rus (4) Râducanu (3) Nastasiu (2) Schervan (1) | (0-0, 5-2, 2-1, 3-3) | Georgiev, Popov (2) Denchev, Kiriakov (1) | Olimpiysky, Moscou | Olimpiysky, Moscou |

| 28 juillet 1980 | Grèce                             | 3 - 4                | Italie                        |                    |                    |
|                 | Aronis, Gounas, Kefalogiannis (1) | (1-1, 0-2, 2-0, 0-1) | De Magistris (3) D'Angelo (1) | Olimpiysky, Moscou | Olimpiysky, Moscou |

| 28 juillet 1980 | Suède                                 | 4 - 9                | Australie                                                   |                    |                    |
|                 | Carlström (2) Johansson, Stenberg (1) | (1-2, 2-2, 0-2, 1-3) | Turner (3) Golf (2) Kerr, Montgomery, Muspratt, Neesham (1) | Olimpiysky, Moscou | Olimpiysky, Moscou |

| 29 juillet 1980 | Roumanie                                                         | 11 - 8               | Grèce                                                           |                    |                    |
|                 | Popescu (4) Nastasiu, Râducanu (2) Rusu, Schervan, I. Slâvei (1) | (3-2, 3-2, 2-2, 3-2) | Stathakis (3) Sitarenios (2) Aronis, Giannopoulos, Kapralos (1) | Olimpiysky, Moscou | Olimpiysky, Moscou |

| 29 juillet 1980 | Italie                                 | 4 - 5                | Australie                 |                    |                    |
|                 | De Magistris (2) Collina, Fondelli (1) | (1-1, 1-2, 1-1, 1-1) | Kerr, Turner (2) Golf (1) | Olimpiysky, Moscou | Olimpiysky, Moscou |

| 29 juillet 1980 | Suède                                             | 8 - 6                | Bulgarie                                         |                    |                    |
|                 | Andersson (3) Carlsson, Karlson (2) Carlström (1) | (0-2, 3-1, 1-0, 4-3) | Nanov (2) Denchev, Partalev, Popov, Stamatov (1) | Olimpiysky, Moscou | Olimpiysky, Moscou |

## Statistiques

### Médaillés
| Médaillé d’argent Yougoslavie | Champion olympique Union soviétique 2d titre | Médaillé de bronze Hongrie |

### Classement
| Rang | Équipe           | J | V | N | D | Bp | Bc | Diff | Pts |
| ---- | ---------------- | - | - | - | - | -- | -- | ---- | --- |
| 1    | Union soviétique | 8 | 8 | 0 | 0 | 58 | 31 | +27  | 16  |
| 2    | Yougoslavie      | 8 | 5 | 2 | 1 | 58 | 42 | +16  | 12  |
| 3    | Hongrie          | 8 | 5 | 1 | 2 | 51 | 44 | +7   | 11  |
| 4    | Espagne          | 8 | 4 | 0 | 4 | 43 | 42 | +1   | 8   |
| 5    | Cuba             | 8 | 2 | 3 | 3 | 50 | 49 | +1   | 5   |
| 6    | Pays-Bas         | 8 | 2 | 1 | 5 | 42 | 48 | -6   | 5   |
| 7    | Australie        | 8 | 5 | 1 | 2 | 45 | 39 | +6   | 11  |
| 8    | Italie           | 8 | 4 | 1 | 3 | 40 | 35 | +5   | 9   |
| 9    | Roumanie         | 8 | 4 | 2 | 2 | 51 | 41 | +10  | 10  |
| 10   | Grèce            | 8 | 2 | 0 | 6 | 44 | 50 | -6   | 4   |
| 11   | Suède            | 8 | 1 | 1 | 6 | 31 | 63 | -32  | 3   |
| 12   | Bulgarie         | 8 | 0 | 0 | 8 | 33 | 62 | -29  | 0   |